# Aéroport de Madison/comté de Dane
 (octobre 2022).
L'Aéroport régional du comté de Dane (DCRA) (code IATA : MSN • code OACI : KMSN • code FAA : MSN)   est un aéroport civilo-militaire situé à six miles au nord-est du centre-ville de Madison, la capitale du Wisconsin.  Dans le plan national de la Federal Aviation Administration (FAA) pour les systèmes aéroportuaires intégrés pour 2019-2023, il est classé comme une installation de service commercial principal de petite taille. C'est le deuxième des huit aéroports commerciaux du Wisconsin en nombre de passagers desservis. 

## Situation
| \| 50 km1:7 465 000 \| Appleton Green Bay La Crosse Madison Milwaukee Mosinee Rhinelander Eau Claire |
| 50 km1:7 465 000                                                                                     |

## Statistiques
Pour des raisons techniques, il est temporairement impossible d'afficher le graphique qui aurait dû être présenté ici.

Voir la requête brute et les sources sur Wikidata.